# ПТРД
Протитанкова однозарядна рушниця зразка 1941 року системи Дегтярьова (ПТРД-41) — радянська протитанкова рушниця (гвинтівка) системи Дегтярьова, прийнята на озброєння 29 серпня 1941 року. Призначена для боротьби з середніми і легкими танками і бронемашинами на відстанях до 500 м. Також з рушниці можна вести вогонь по дотах/дзотах і вогневих точках, прикритих бронею, на відстанях до 800 м і по літаках на відстанях до 500 м.

## Історія створення
До роботи над створенням протитанкових рушниць В. А. Дегтярьов і С. Г. Симонов були залучені на початку липня 1941 року. Робочі проекти були завершені обома конструкторами одночасно. Роботі допомагав передвоєнний досвід СРСР, де до кінця 30-х років були спроектовані 15 моделей ПТР, одна з яких (системи Рукавишникова) була самозарядна і мала скорострільність 15 пострілів на хвилину, переносили два бійці і пробивала цементовану броню 20 мм завтовшки з відстані в 500 м. Це рушниця була прийнята на озброєння під позначенням «14,5 мм ПТР зразка 1939 р.»
Проте, незважаючи на прийняття цієї зброї на озброєння, ставлення до неї серед військових залишалося змішаним: ефективною 14,5-мм ПТР була лише по відношенню до легких танків старих моделей з протикульною бронею, враження сучасніших бойових машин з протиснарядним бронюванням було вельми ускладнене і по суті зводилося до відволікаючого вогню по щілинах в броні і гусеницях. До того ж, у довоєнній РСЧА в цілком достатніх кількостях були й ефективніші засоби боротьби з бронетехнікою, зокрема протитанкові гармати калібру 45 мм. До масового випуску ПТР змусила лише втрата значної частини парку цих засобів в перші місяці військових дій при неможливості швидкого поповнення втрат.
В таких умовах вдосконалення рушниці Рукавішникова було малоефективним, оскільки навіть її порівняно високі характеристики не окупали складність і дорожнечу виробництва, які в умовах війни виявилися неприйнятні. Тому було видане замовлення на розробку простіших і дешевших у виробництві ПТР В.Дегтярьову і С.Сімонову одночасно.
У обох конструкторів розробка і виготовлення дослідних зразків тривала 22 дні. Кожен конструктор представив по зразку: В. А. Дегтярьов — без магазинв, однозарядна, а С. Г. Симонов — з магазином, самозарядна. Оскільки рушниці не мали суттєвих переваг, то на озброєння були прийняті обидві.
Постановою ДКО від 29 серпня 1941 протитанкову рушницю В. А. Дегтярьова було прийнято на озброєння Червоної Армії. У жовтні була випущена перша установча партія, всього в 1941 році було вироблено 17 688, а в 1942 році — 184 800 ПТРД. Виробництво ПТРД було припинено в грудні 1944 року, всього було випущено 281111 шт. рушниць.

## Характеристики
Вимоги нормального бою для ПТРД:
- три або чотири пробоїни з чотирьох вміщаються в коло діаметром 22 см;
- середня точка влучення відхиляється від контрольної точки не більше 7 см по вертикалі і не більше 5 см по горизонталі.

Перевірка бою здійснюється стрільбою одиночними по чорному прямокутнику висотою 30 см і шириною 20 см, укріпленому на білому щиті висотою 1 м і шириною 1 м. Дальність стрільби — 100 м, положення — лежачи з сошок, патрони — Б-32.
Бронепробивність, мм :
- на 300 м — 35,
- на 100 м — 40.

Показники розсіювання куль при стрільбі з наведеного до нормального бою ПТРД:
|     | Серцевинні смуги по висоті, см | Серцевинні смуги по ширині, см |
| 100 | 21                             | 18                             |
| 200 | 42                             | 36                             |
| 300 | 63                             | 55                             |
| 400 | 84                             | 73                             |
| 500 | 105                            | 92                             |

Де серцевинна смуга — смуга розсіювання, що містить в собі 70 % влучень.

## Конструкція

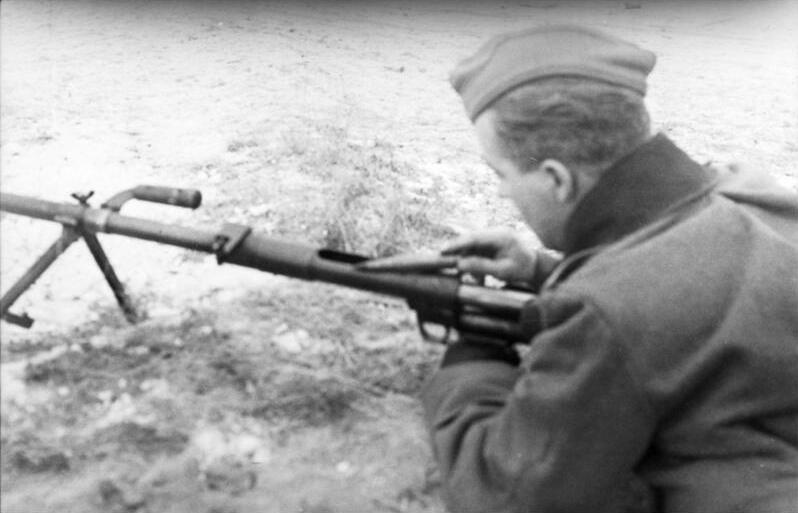

Ствол має канал з вісьмома нарізами, що в'ються зліва вгору направо, дулове гальмо для зменшення відбою, посередині розташована рукоятка для перенесення зброї і паз для кріплення сошок. У передній частині ствола знаходиться підстава мушки (на яку посаджена мушка), а в задній — кронштейн прицілу.
На ствольній коробці зліва розташована затримка затвора, а знизу — спусковий механізм. Зовні вона має: верхнє вікно (для вкладання патрона), нижнє вікно (для викидання стріляної гільзи), площадку з виступом (для з'єднання з прикладом), виріз (для руху рукоятки затвора при замиканні і відмиканні каналу ствола). Усередині ствольна коробка має: канал для розташування затвора, два поздовжніх пази і два опорних виступи.
Спусковий механізм складається з спускового гачка, спускового важеля, шептала і двох пружин (для шептала і спускового важеля).
Приціл складається з кронштейна, цілика з прорізом і пружини. У ранніх зразках кронштейн має отвір, по якому вгору і вниз пересувається цілик. У нижньому положенні цілик відповідає відстаням стрільби до 400 м, а у верхньому — від 400 м до 1000 м. У пізніших, цілик повертається на осі на 90°, що відповідає двом положенням для стрільби на відстані до 400 м і від 400 м до 1000 м.
Мушка всунута в паз підстави мушки і може пересуватись вліво і вправо при приведенні ПТРД до нормального бою.
Затвор складається з остова затвора і ударного механізму. Остов затвора має: рукоятку, чашечку з віночком (для розміщення вінчика набою), канал (для проходу бойка ударника), паз (для розміщення викидача), гніздо (для відбивача і його пружини), два бойових виступи (для замикання ствола), скошений виріз (відвідний назад ударник при відкриванні затвора), кільцевої паз (до якого входить кільцевий виступ сполучної муфти для зчеплення ударного механізму з остовом затвора) і два отвори (відводять порохові гази в разі їх прориву всередину затвора). Ударний механізм складається з ударника (що має виступ з бойовим взводом), сполучної муфти (з'єднує ударний механізм з затвором), бойової пружини (посилає ударник в переднє положення), обмежувальної трубки (яка обмежує відхід ударника назад), муфти бойка (оберігає бойок від розчеплення з ударником) і бойка (що розбиває капсуль).
Приклад кріпиться до ствольної коробки і складається з плечового упора (подушки) з зовнішньою трубою і спускової коробки з внутрішньої трубою. У зовнішній трубі розташована пружина амортизатора, а зліва знаходиться упор для щоки навідника. Праворуч є приливок з кривою гранню для відкриття затвора після пострілу. До подушки і зовнішньої труби прикріплений дерев'яний упор для утримання лівою рукою під час стрільби. В спусковий коробці з внутрішньої трубкою знаходиться спусковий механізм. До внутрішньої трубки для зручності стрільби прикріплена пістолетна рукоятка. Спускова коробка має майданчик для з'єднання приклада зі ствольною коробкою, отвір для шпильки (кріпить спускову коробку зі ствольною) і спускову скобу (яка захищає від випадкового натискання на спусковий гачок).
Належність до ПТРД: складаний шомпол, ключ, викрутка, двогорлова маслянка і йоржик. Також до кожної рушниці додається дві брезентових патронних сумки (на 20 набоїв кожна), два брезентових чохла (на казенну і дульну частини рушниці) і формуляр (з результатами перевірки бою, кількістю пострілів, затримками і способами їх усунення).

## Заряджання і виконання пострілу
Для заряджання ПТРД необхідно провести такі дії:
1. повернути рукоятку затвора вліво (відмикається канал ствола);
2. відвести затвор назад до кінця (затримка затвора впирається в задню площину лівого бойового виступу затвора і утримує його в ствольній коробці);
3. покласти патрон на скеровуючий скос верхнього вікна ствольної коробки і послати його в набійник;
4. дослати затвор вперед (затвор просуває набій в набійник, а бойовий взвод ударника, наткнувшись на шепотіло спускового механізму, зупиняє ударник, утримуючи його на бойовому взводі);
5. повернути рукоятку затвора вправо до кінця (замикається канал ствола, бойова пружина отримує найбільшу напругу, зачіп викидача заскакує в заточку капелюшки гільзи, капелюшком гільзи відбивач топиться в своєму гнізді).

Після цього для здійснення пострілу необхідно тільки натиснути на хвіст спускового гачка. При цьому:
1. Спусковий гачок повертає спусковий важіль, що змушує шепотіло опуститися і вийти з-під бойового взводу ударника.
2. Бойова пружина, розтискаючись, натискає на муфту бойка і з силою посилає вперед ударник з бойком, розбиває капсуль набою.
3. Ствол зі ствольною і спусковою коробками і затвором відходять назад під тиском порохових газів на дно гільзи, чим змушують стискатись пружину амортизатора. Рукоятка затвора, дійшовши до кривої межі припливу зовнішньої трубки, починає ковзати по ній і повертатися вліво. Бойові виступи затвора виходять з-за опорних виступів ствольної коробки і стають проти поздовжніх пазів. Затвор, рухаючись по інерції назад, відділяється від заднього обрізу ствола, а зачіп викидача витягує гільзу з набійника. Коли гільза стає проти нижнього вікна ствольної коробки, відбивач виштовхує її з-під зачіпу викидача.
4. Затвор зупиняється в задньому положенні, зіштовхнувшись лівим бойовим виступом на затворну затримку.
5. Пружина амортизатора повертає рухливі частини в крайнє переднє положення.

Для постановки курка на запобіжний взвод необхідно відтягнути гачок ударника назад до кінця й повернути його направо.

## Набої
Для стрільби з ПТРД використовують набої 14,5×114 мм таких зразків:
- Б-32 — набій з бронебійно-запалювальною кулею зі сталевим осердям;
- БС-41 — набій з бронебійно-запалювальною кулею БС-41 з металокерамічним осердям з карбіду вольфраму.

## Обслуговування
Неповне розбирання проводять для чищення та змащення в такому порядку:
1. рушниця ставиться на сошки;
2. виймається затвор;
3. розбирається затвор.

Збирання після неповного розбирання проводиться в зворотному порядку.
Повне розбирання проводять для чищення при сильному забрудненні і для ремонту в такому порядку:
1. виконують неповне розбирання;
2. відокремлюють сошки;
3. відокремлюють приклад;
4. розбирають спусковий механізм;
5. відокремлюють затримку затвора.

Збирання після повного розбирання проводять в зворотному порядку.
Для змащення рушниці необхідно застосовувати:
- влітку — рушничне мастило,
- взимку (при температурах до −30 °C) — зимове рушничне мастило,
- взимку (при температурах нижче −30 °C) — мастило № 21,
- при знаходженні рушниці на складі без використання — спеціальне гарматне мастило.

## Бойове застосування

### Друга світова війна
Перші зразки були поставлені в 16-ту Армію для оборони Москви, а згодом і в інші частини.
У 1941 році кожен піхотний полк мав три взводи, загальною чисельністю 79 осіб, озброєних протитанковими рушницями кількістю 27 штук. Навесні 1942 року додались підрозділи, створені на рівні батальйонів піхотних полків. Таким чином, кожен піхотний полк мав 75 протитанкових рушниць (фактична кількість рушниць була нижче, в основному через втрати). Водночас, додатковий підрозділ протитанкових рушниць (36 одиниць) було створено при дивізійному батальйоні.
Після 1942 протитанкові підрозділи кілька разів реорганізовували.
Поява протитанкових рушниць стала великою несподіванкою для німецької армії. Їх невибіркове застосування різко підвищило спротив загонів Червоної Армії проти бронетанкових частин. Вогонь вели, зазвичай, на відстані 100—200 метрів (замість 300—500 метрів передбачених за правилами), так, щоб вдалося пробити лобову броню танків. ПТРД мали низьку надійність у зв'язку з занадто поспішним виробництвом і низькою якістю використаних матеріалів.

### Вилучення зброї
Після 1944 року, з появою у Вермахті нових типів танків з товщою бронею, ефективність протитанкових рушниць впала. Перехід Червоної Армії в наступ також знизив корисність типово оборонної зброї. З часом основною мішенню для рушниць стали не танки, а легкі броньовані машини, автомобілі та укріплені вогневі позиції.
Після 1945 року протитанкові рушниці були зняті з озброєння. Велика кількість ПТРД була передана в армії країн третього світу. Протитанкові рушниці були використані, зокрема, під час Корейської війни. Певна кількість ПТРД була придбана збройними силами Сполучених Штатів, адаптована під набій .50 BMG (12,7×99 мм НАТО) та обладнана оптичними прицілами. Модифіковані ПТРД були використані як снайперські гвинтівки на великі відстані, прототип сучасних великокаліберних снайперських гвинтівок. Інша частина зберігалася у вигляді резерву армій країн Варшавського договору поки не були остаточно зняті з озброєння у 80-х роках 20-го століття.[джерело?]

### Російсько-українська війна

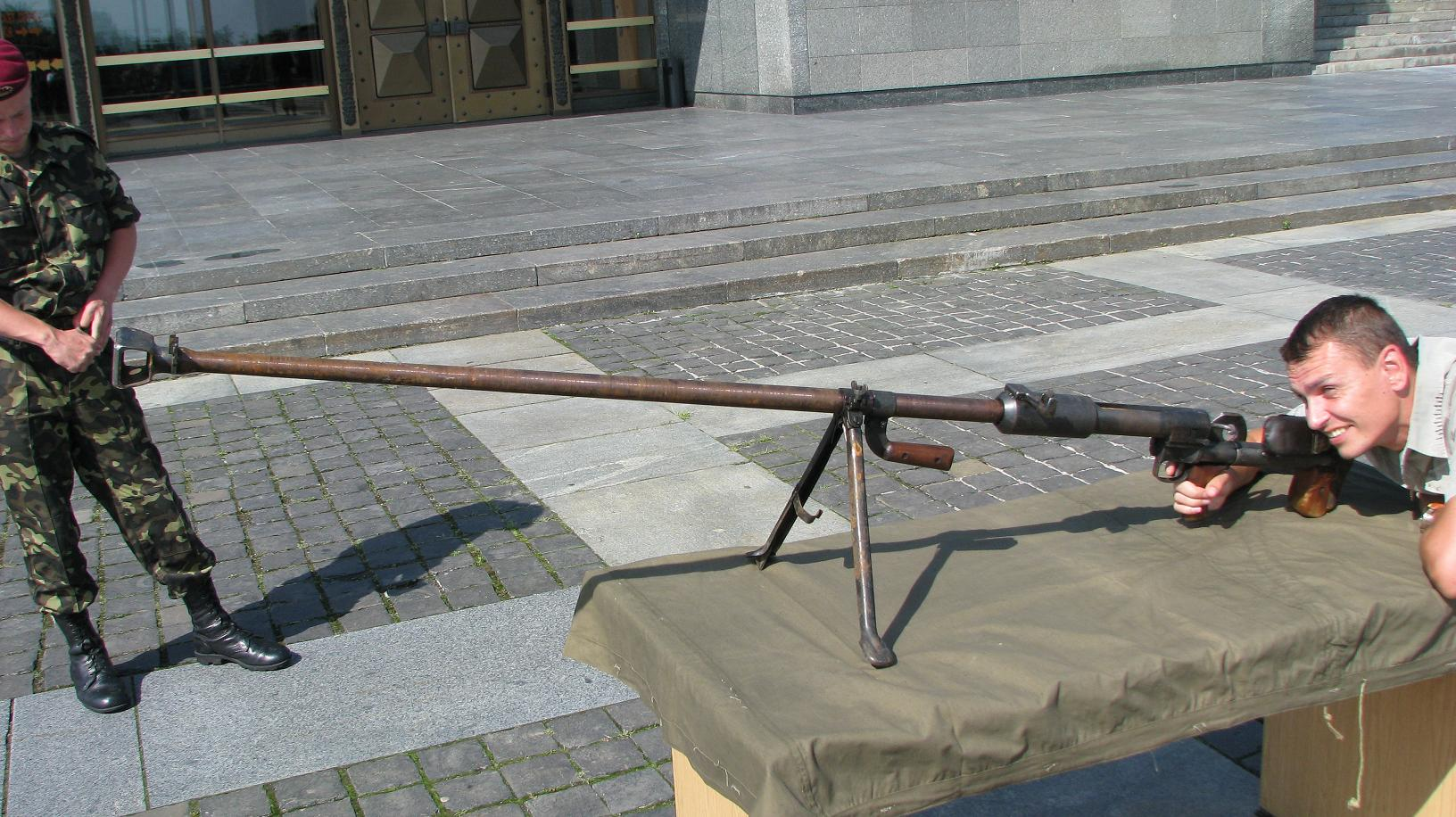
ПТРД, захоплене бійцями Національної Гвардії України. Київ, 2014

Разом з ПТРС, ПТРД знаходилась на озброєнні російських терористів на Донбасі.
Крім того, під час російського вторгнення до України бійці 2-ї роти 5-го батальйону формування «Добровольчий Український Корпус» використовували протитанкову рушницю Дегтярьова, яка була випущена у 1944 році, на позиціях в районі селища Піски (передмістя Донецька). За словами бійців, до того рушниця знаходилась у приватній колекції[джерело?].
Гвинтівки ПТРД-41 перебували на озброєнні обох сторін конфлікту і використовувались для різноманітних цілей, серед яких — контрснайперська боротьба і знищення боєприпасів, які не розірвались (UXO). Поширеними набоями були бронебійно-запалювальні та фугасно-запалювальні.

### Інтервенція Росії в Сирію
Великокаліберна протитанкова гвинтівка ПТРД-41 була помічена серед озброєння російських військових в таборі Пальміри. Також на озброєнні військових була помічена великокаліберна снайперська гвинтівка 6С8 АСВК. Однак, гвинтівки ПТРД-41 не були дуже поширеними зразками зброї у війні в Сирії.

### Російське вторгнення в Україну
У 2022 році одна ПТРД була помічена в російських солдатів, які беруть участь у вторгненні.

## ПТРД в культурі
Згадки про ПТРД і її застосування зустрічається в багатьох творах: у тому числі, в літературно-художніх творах, кінофільмах, мультфільмах та комп'ютерних іграх.

### У кінематографі
ПТРД присутня у багатьох фільмах і серіалах, події яких відбуваються у Другу світову війну.

### У відеоіграх
- Red Orchestra: Ostfront 41-45